# Бог-император Дюны
«Бог-император Дюны» (англ. God Emperor of Dune) — четвёртая книга Фрэнка Герберта о мире Дюны. Издана на английском языке 28 мая 1981 года.

## Содержание

### Главные герои
- Лето II Атрейдес
- Монео Атрейдес
- Сиона Атрейдес
- Хви Нори
- гхолы Дункана Айдахо

### Известная Вселенная в период правления Лето II
Все события в основном происходят на  некогда пустынной, практически лишённой воды и растительности планете Арракис, которая ныне покрыта сетями озёр и рек, благоухает растительностью и имеет большое население. На планету перенесена столица Известной Вселенной, во времена Шаддама IV располагавшаяся на планете Кайтайн.

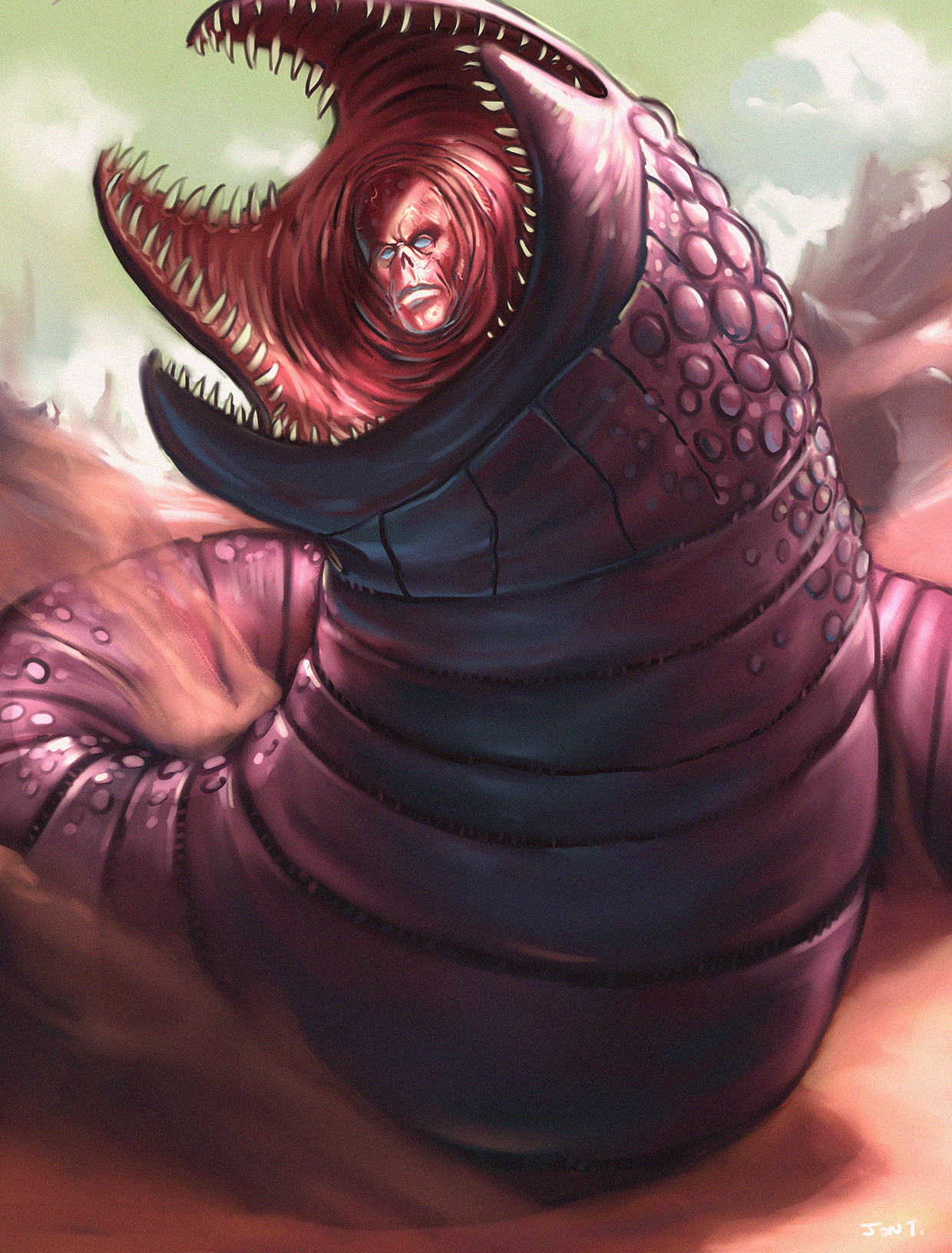
Лето Атрейдес II в представлении художника

Известной Вселенной на протяжении последних трёх тысячелетий правит Лето II Атрейдес, сын Муад’Диба и Чани, утерявший за века свой человеческий облик и почти превратившийся в песчаного червя — Шаи-Хулуда. Он ведёт человеческую цивилизацию «Золотой Тропой» (или «Золотым Путём») — путем развития человечества, гарантирующего его выживание как вида навсегда. Необходимым этапом на «Золотом Пути» является «Мир Лето» — на протяжении нескольких тысячелетий человечество, властью Бога-императора, будет погружено в состояние принудительного абсолютного мира и покоя, которое окажется глубочайшим застоем из всех, какие только были известны истории. Затем, после смерти Лето, должны произойти войны, социальные потрясения и катаклизмы, глобальные миграции, при которых человечество расселится на множество отдалённых планет и через тысячи лет будет во множество раз превышать количество населения Старой Империи. Многообразие же различных человеческих культур перерастёт какие-либо мыслимые пределы. В будущем этот процесс будет назван «Рассеянием». Эти события, как предвидел Лето, должны будут породить новое общество с новой моделью развития и самосовершенствования, благодаря которой человечество смогло бы достичь в будущем существенного прогресса и благополучия. Одним из ключевых аспектов «Золотого Пути» также являлась его необратимость, невозможность регресса при начатом прогрессе.
На всех планетах вселенной поддерживается мир и спокойствие. В случае возникновения открытых недовольств и бунтов туда немедленно присылается отряд Говорящих Рыб, подавляющих беспорядки. Среди Говорящих Рыб распространён культ Бога-Лето. Командуют ими из столетия в столетие гхолы Дункана Айдахо.
Все вычислительные устройства, кроме простейших калькуляторов, до сих пор запрещены со времён Батлерианского Джихада, однако сам Лето не подавляет подобные разработки, ведущиеся в основном иксианцами, и тайно пользуется ими.
Поскольку со времён изменения климата Арракиса все песчаные черви вымерли, добыча пряности прекращена. Самые большие запасы меланжа хранятся в тайниках императора Лето II, местоположение которых знает только он сам. Власть Лето II держится на её жёстком контроле: крайне необходимая различным организациям (Космической гильдии — для осуществления навигации при космических перелётах, Бене Гессерит — для различных исследований, Бене Тлейлаксу, Иксианцам и др.) она выдаётся им лишь в ограниченных количествах и при условии полного подчинения Богу-императору. В качестве поощрения количество пряности может быть увеличено, в качестве наказания выдача отменяется вовсе. Цена пряности возросла невероятно — за небольшой чемоданчик с ней можно купить целую планету.
Кроме того, в течение тысячелетий Лето II проводит собственную селекционную программу, стартовым материалом для которой послужили его сестра Ганима и Фарад’н Коррино. Результатом селекции стали их дальние потомки, полностью невидимые для ока провидцев.

### Сюжет
Действие начинается с собрания археологов тысячелетия спустя после смерти Лето Атрейдеса II. Собравшиеся обсуждают недавнюю находку — хранилище с дневниками Владыки Лето — Бога-императора, отпечатанными иксианским диктателем. Ранее у исследователей были только несколько глав этого дневника, украденные когда-то Сионой. Затем археологи-исследователи начинают знакомиться с расшифрованным и переведённым содержанием дневников.
В течение последних лет правления императора Сиона Атрейдес, первый невидимый для Лето человек, строит заговоры и пытается свергнуть Бога-императора. Однажды её группе удаётся выкрасть несколько томов дневника Лето. При этом на обратном пути все участвующие в краже погибают в Запретном лесу от преследующих их Д-волков. Лишь Сионе удаётся убежать.
В дальнейшем, с помощью предавшего императора гхолы Дункана Айдахо она организует удавшееся покушение, в результате которого Лето оказывается в реке. Песчаная форель, всё это время бывшая частью его тела, почувствовав воду, покидает тело императора, отчего тот погибает. Перед смертью Лето сообщает Дункану о месте хранения своих тайных запасов пряности. Благодаря этому Сиона и Дункан становятся наследниками императорского трона. Говорящие Рыбы также следуют за Дунканом.
Освободившаяся песчаная форель, поглощая воду и размножаясь, уничтожает всю экосистему планеты Арракис. Бо́льшая часть населения при этом погибает от недостатка воды. Песчаные черви возрождаются, и каждый из них содержит спящую память Лето II.
Заканчивается книга выдержкой из тайного резюме Хади Бенота, в котором она призывает опубликовать найденные записи. При этом в случае отказа они, Меньшинство, навсегда покинут родной для человечества космос, и их невозможно будет отыскать.